# Ludwig Ortmüller
Ludwig Ortmüller (* 7. März 1859 in Friedensdorf; † 27. November 1931 ebenda) war ein deutscher Mühlenbesitzer und Mitglied des Provinziallandtages der Provinz Hessen-Nassau.

## Leben
Ludwig Ortmüller wurde als Sohn des Landwirts Johannes Ortmüller (1823–1900) und dessen Ehefrau Anna Bösser (1827–1899) geboren.
Nach seiner Ausbildung zum Müller ging er zunächst auf Wanderschaft und half später bei seinen Schwiegereltern in der Landwirtschaft. 1886 erwarb er die Neumühle in Friedensdorf.

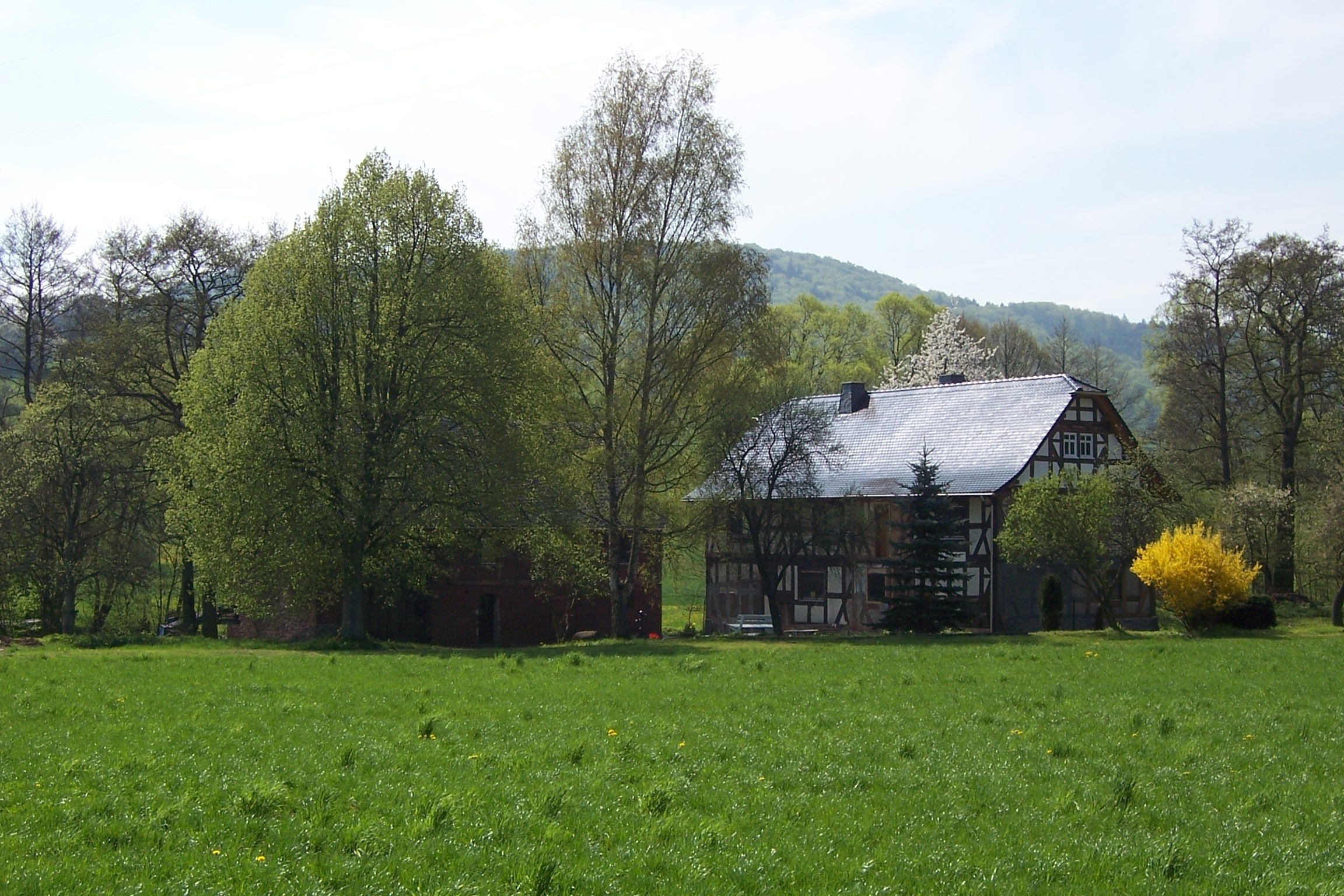
Mühle in Friedensdorf, 1886 im Besitz von Ludwig Ortmüller

1921 erhielt er ein Mandat für den Nassauischen Kommunallandtag des preußischen Regierungsbezirks Wiesbaden bzw. für den Provinziallandtag der Provinz Hessen-Nassau, wo er als Mitglied der Deutschnationalen Volkspartei einen Sitz im Bauausschuss hatte.
1925 verzichtete er bei den Kommunalwahlen auf eine erneute Kandidatur.